# Kelibia

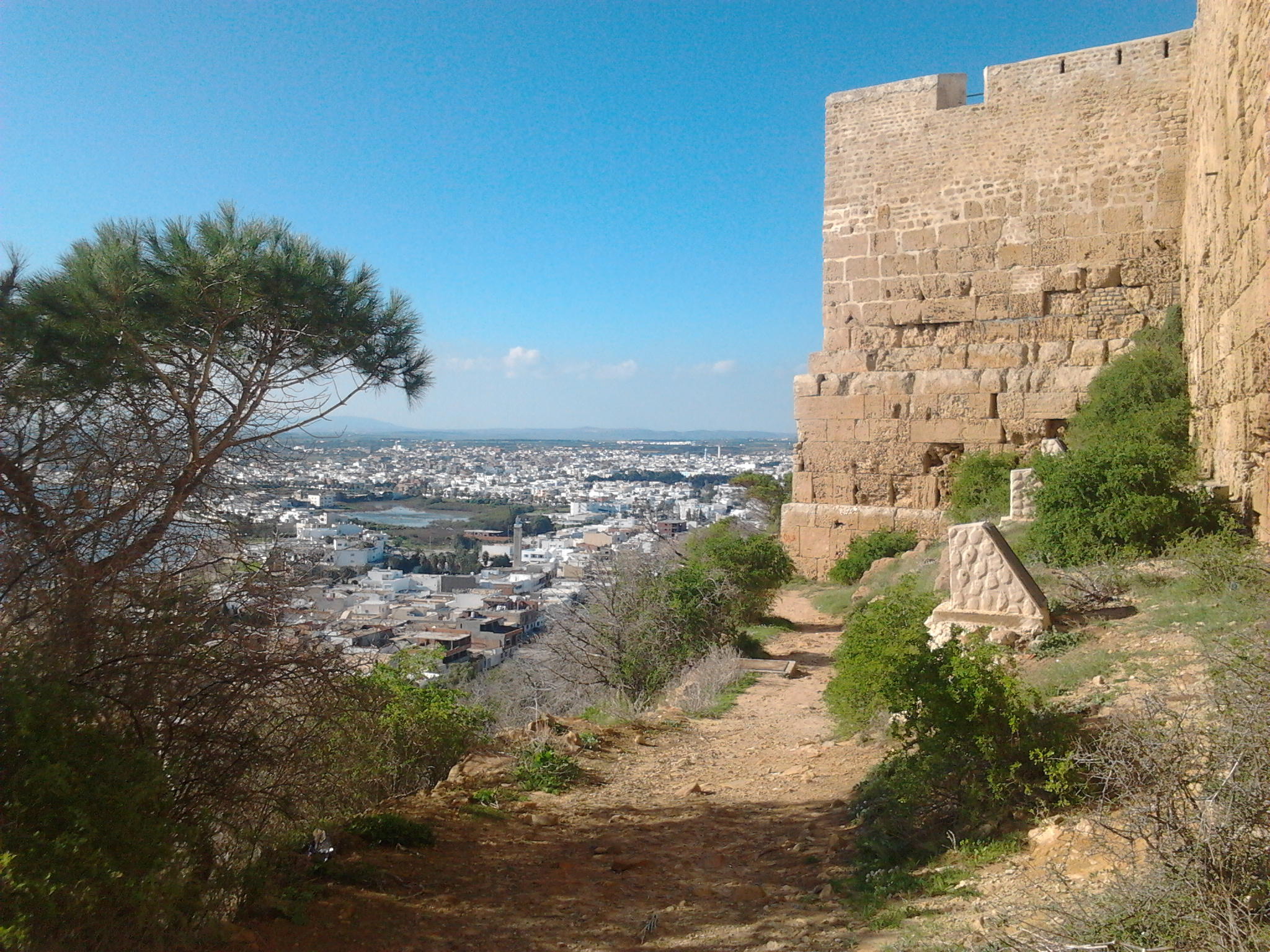
Blick vom byzantinischen Fort auf die Stadt

Kelibia (arabisch قليبية) ist eine Küstenstadt mit etwa 45.000 und eine Delegation mit etwa 60.000 Einwohnern im Nordosten Tunesiens. 

## Lage
Die Hafenstadt Kelibia liegt im Nordosten der Halbinsel Kap Bon und ist etwa 110 km (Fahrtstrecke) von Tunis entfernt. Kelibia ist die drittgrößte Stadt des Gouvernement Nabeul nach Nabeul (ca. 62 km südwestlich) und Hammamet (ca. 77 km südwestlich).

## Klima
Die Temperaturen in Kelibia sind aufgrund der Nähe zum Meer eher gemäßigt; Regen fällt hauptsächlich von Januar bis März.

## Wirtschaft
Kelibia ist Verwaltungssitz einer Delegation und ferner ein wichtiger Fischereihafen mit einem Jahresaufkommen von etwa 15.000 Tonnen, was etwa 15 % des tunesischen Fischfangs ausmacht. Dank seiner Strände, insbesondere dem von La Mansoura, ist Kelibia ein beliebtes touristisches Reiseziel. In der Gegend um Kelibia wird darüber hinaus ein fruchtiger und trockener Muskatwein produziert.

## Geschichte

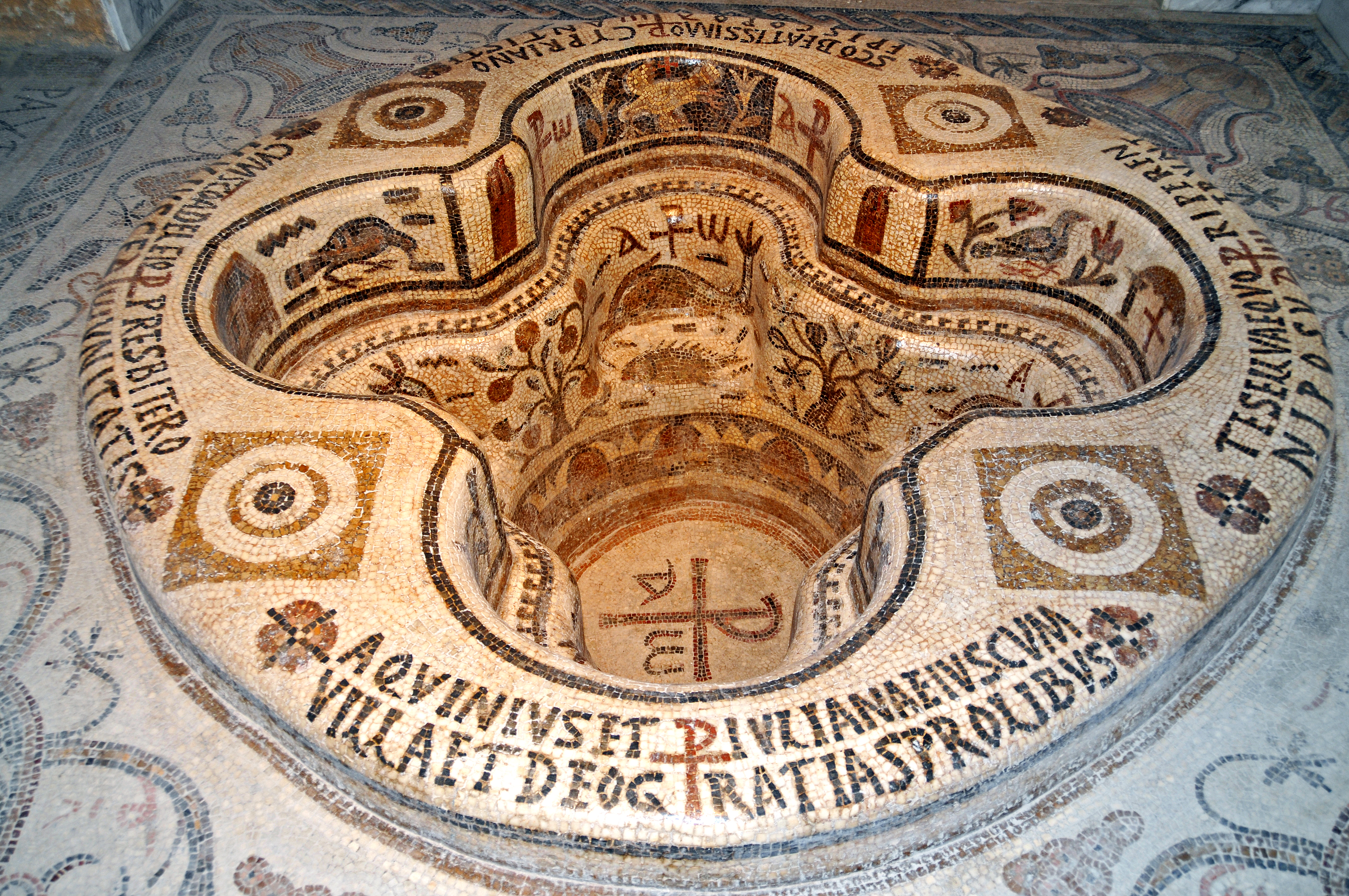
Baptisterium von Kelibia (heute im Nationalmuseum von Bardo, Tunis)

Kelibia geht zurück auf die unter phönizischer bzw. karthagischer Kontrolle stehende Siedlung Aspis. Während des Ersten Punischen Krieges wurde die Stadt nach kurzer Belagerung im Jahr 255 v. Chr. von den Römern eingenommen und in Clupea oder Clypia umbenannt. Im 6. Jahrhundert n. Chr. von Byzanz erobert, geriet es ab dem 8. Jahrhundert unter islamischen bzw. im 17. Jahrhundert unter osmanischen Einfluss.
Auf das spätantike Bistum der Stadt geht der Name des Titularbistums der römisch-katholischen Kirche zurück.

## Sehenswürdigkeiten
- Bereits aus phönizischer und römischer Zeit wurden auf dem Burgberg Spuren entdeckt. Die heutige, die Stadt überragende Festung (auch ‚Zitadelle‘ genannt) stammt ursprünglich aus spätrömisch-byzantinischer Zeit, wurde jedoch von den Ziriden und Hafsiden, die es als Wehrkloster (Ribat) nutzten, später von den Osmanen ausgebaut und teilweise erneuert. Die in ihrem Grundriss nahezu trapezförmige Anlage ist von eckigen Wehrtürmen umgeben. Bei Ausgrabungen wurden die Strukturen eines islamischen Gebetsraumes freigelegt. Bei klarer Sicht kann man von hier aus die etwa 60 km östlich liegende und zu Italien gehörende, Insel Pantelleria sehen.
- Etwas außerhalb der Stadt wurde ein frühchristliches Baptisterium in Vierpassform mit gut erhaltenem Mosaikschmuck entdeckt; es gehört heute zu den Schätzen des Bardo-Museums in Tunis.
- Die phönizische Ausgrabungsstätte Kerkouane befindet sich etwa 12 km nördlich.

## Städtepartnerschaften
- Almuñécar (seit 1986)
- Pantelleria (seit 1993)
- Marsala (seit 2003)

## Persönlichkeiten
- Mehdi Ben Dhifallah (* 1983), Fußballspieler